# 学校法人NHK学園

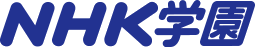
NHK学園のロゴ

学校法人NHK学園（がっこうほうじんエヌエイチケイがくえん）は、日本放送協会（NHK）によって設立された学校法人。

## 概要
日本放送協会（NHK）によって1962年（昭和37年）10月に学校法人日本放送協会学園が設立された。NHK Eテレ（NHK教育テレビ）やNHKラジオ第2放送を利用して教育を行う通信制高校のNHK学園高等学校を設置しているほかに、生涯学習通信講座などの教育事業を展開している。
2018年（平成30年）4月に、名称を学校法人日本放送協会学園から学校法人NHK学園に改称した。
学校法人角川ドワンゴ学園が運営しているN高等学校とは全く関係がない。

## 教育事業
NHK学園の教育事業は、主に次の通り分類されている。
- 通信制高等学校（詳しくはNHK学園高等学校を参照）
- 通信制福祉教育（社会福祉士養成課程）
- 生涯学習通信講座（俳句、書道、絵手紙、囲碁、写真などの通信講座・一部の講座は国立市へふるさと納税した方に限り返礼品として選択できる）

## 東京本校・連携校
- 東京本校 東京都国立市富士見台2-36-2
- 協力校 全国各地にスクーリング（対面授業）を行うための協力校が32ヶ所ある。
- オープンスクール 国立（2ヶ所）、市川、新宿、あきる野、西宮（この他に全国各地21ヶ所の囲碁スクールがある）

## 沿革
- 1962年（昭和37年） - 学校法人日本放送協会学園が設立。初代理事長に阿部真之助(NHK会長)が就任。[1]
- 1963年（昭和38年） - 日本放送協会学園高等学校が開校。
- 1975年（昭和50年） - 社会通信教育 (生涯学習通信講座) を設置。
- 1988年（昭和63年） - 高等学校に専攻科（社会福祉コース）を設置。
- 1997年（平成9年） - 日本放送協会学園のシンボルマークを制定。
- 2001年（平成13年） - 社会福祉士養成課程を設置。
- 2012年（平成24年） - 創立50周年記念式を挙行。
- 2018年（平成30年） - 学校法人NHK学園に改称。